# Зумба
Зумба (zumba) е групова аеробна (кардио) тренировка, основана на танци.
Създадена е от колумбийския танцьор и хореограф Алберто (Бето) Перез (на испански: Beto Perez) през 1990-те години.
Съчетава елементи на танци, аеробика и фитнес. Най-често зумба хореографиите включват движения от самба, меренге, салса, хип-хоп и бойни изкуства, които често се изпълняват заедно с клекове и удари.
Популярността на зумба нараства много бързо през последните години, като близо 14 милиона души от повече от 151 страни посещават седмични зумба класове.

## Възникване
През 1990-те години при провеждането на клас по аеробика Перез забравя да вземе със себе си касетата с музиката за неговата хореография. За да не провали обучението, решава да импровизира, като използва традиционни салса и меренге ритми от касетите, които носи със себе си. Провежда нетрадиционен клас по аеробика, чрез който по-късно полага основите на зумбата. Новият танц се възприема добре в родната му Колумбия, авторът добива все по-голяма популярност в страната си, като дори световната поп звезда Шакира (Shakira) го наема за хореограф на албума ѝ Pies Dezcalsos.
През 2000 г. Перез решава да отвори нова страница в своя живот и се мести в САЩ, където смята да сбъдне американската мечта. Там започва да работи с Алберто Пърлман (Alberto Perlman) и Алберто Агион (Alberto Aghion), с които по-късно лицензират зумбата и създават компанията Zumba Fitness.